# 한국암연구재단
한국암연구재단은 암에 관한 기초 및 임상연구와 그 성과를 보급하여 국민보건 향상에 기여함을 목적으로 1988년 1월 28일 설립허가된 대한민국 과학기술정보통신부 소관의 재단법인이다. 사무실은 서울특별시 종로구 연건동 29, 서울대병원 내에 있다.